# Heuglin-Gazelle
Die Heuglin-Gazelle (Eudorcas tilonura) ist eine kleine Antilope, die im Gebiet des Dreiländerecks von Äthiopien, Eritrea und Sudan und im Zentrum des sudanesischen Bundesstaates al-Bahr al-ahmar vorkommt.

## Merkmale

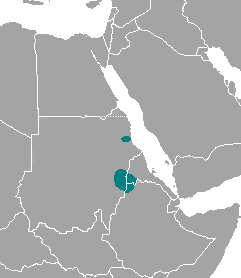
Das Verbreitungsgebiet in Äthiopien, Eritrea und dem Sudan

Die Heuglin-Gazelle erreicht eine Schulterhöhe von etwa 67 cm und ein Gewicht von 22 bis 25 kg. Von anderen Gazellen unterscheidet sie sich vor allem durch ihre Kleinheit und den gering ausgeprägten Geschlechtsdimorphismus. Die Hörner der Männchen sind schlanker und viel kürzer als die anderer Gazellenarten. Nahe der Spitze sind sie hakenartig gebogen. Die Hörner der Weibchen haben eine Länge von zwei Drittel bis drei Viertel der Länge der Hörner der Männchen, sind noch dünner und ähnlich geformt wie die Hörner der Männchen. Das Fell ist rötlich, ähnlich wie das Fell eines Rehkitzes. Die Oberseite der Schnauze ist dunkel, ein dunkler Nasenfleck fehlt aber. Die Augen sind von relativ breiten weißen Ringen umgeben. Die bei vielen Gazellen vorhandenen weißen Streifen an den Seiten der Schnauze fehlen der Heuglin-Gazelle weitgehend. Mit Ausnahme der Schwanzwurzel ist der Schwanz schwarz.

## Lebensweise
Die Heuglin-Gazelle kommt auf offenen Hochebenen mit trockenem Klima vor. Lebensweise, Ernährung und Fortpflanzung sind bisher nicht näher erforscht worden. Es wird vermutet, dass die Heuglin-Gazelle hierbei weitgehend mit der Rotstirngazelle (Eudorcas rufifrons) übereinstimmt und sie sich hauptsächlich von Gras und in geringem Umfang von Blättern ernährt.

## Systematik
Die Heuglin-Gazelle wurde 1869 durch den deutschen Afrikaforscher Theodor von Heuglin als Antilope tilonura erstmals wissenschaftlich beschrieben. Er führte die Erstbeschreibung anhand eines Individuums durch, das in Anseba beschafft wurde. Das Gebiet gilt als Typusregion der Art. Zeitweise wurde die Heuglin-Gazelle als Unterart der Rotstirngazelle (Eudorcas rufifrons) geführt. Sowohl im Handbook of the Mammals of the World, einem Standardwerk zur Mammalogie, als auch in der Roten Liste der IUCN wird sie als eigenständige Art geführt.

## Gefährdung
Die IUCN schätzt den Bestand der Heuglin-Gazelle als stark gefährdet (Endangered) ein. Das ursprüngliche Verbreitungsgebiet wurde fragmentiert. Im Jahr 1999 ging man von 3500 bis 4000 Exemplaren aus, für 2016 schätzt die IUCN den Bestand auf 1750 bis 2450 Individuen. Die Gefährdung besteht vor allem in der anhaltenden Bejagung, deren Intensität aber unbekannt ist, sowie den zunehmenden Dürren im Verbreitungsgebiet. In Äthiopien kommt die Gazellenart im Kafta-Sherao-Nationalpark und möglicherweise auch im Alatish-Nationalpark vor.